# Мартинович, Даниела
Даниела Мартинович, известна как Даниела (род. 15 июля 1971, Сплит) — хорватская поп-певица.
Родилась в городе Сплит, отец Даниелы был мясником. Её сестра — Изабела Мартинович — также стала поп-певицей, в частности, была участницей группы Stijene.
В детстве была участницей ансамбля «Доминик» при церкви Св. Доминика в Сплите. В возрасте 17 лет выступала на разогреве у певца Вице Вукова. В 1991—1996 годах — участница группы Magazin, после чего начала сольную карьеру. В составе Magazin принимала участие в конкурсе Евровидение-1995, где группа и академическая певица Лидия Хорват-Дунько заняли 6-е место.
В 1998 году с песней «Neka mi ne svane» выиграла конкурс «Дора» и тем самым отобралась на Евровидение-1998, где заняла 5-е место. Была одним из первых участников «Евровидения», сменивших костюм во время выступления.
За годы карьеры выпустила около десятка студийных альбомов, среди которых альбом рождественских песен и альбом песен Джордже Новковича. Помимо музыкального творчества является автором нескольких книг.
С 2019 года входит в состав жюри шоу Zvijezde pjevaju.

## Дискография

### Студийные альбомы
- 1996 — Zovem te ja
- 1998 — To malo ljubavi
- 1999 — I po svjetlu i po mraku
- 2001 — Pleši sa mnom
- 2003 — Božić s Danijelom
- 2005 — Oaza
- 2006 — Canta y baila con Danijela
- 2008 — Nek živi ljubav
- 2011 — Unikat